# Ілія Найдоський
Ілія Найдоський (мак. Илија Најдоски, нар. 26 березня 1964, Крушево) — югославський та македонський футболіст, захисник.

## Клубна кар'єра
У дорослому футболі дебютував 1984 року виступами за команду клубу «Вардар», в якій провів чотири сезони, взявши участь у 101 матчі чемпіонату.
Своєю грою за цю команду привернув увагу представників тренерського штабу клубу «Црвена Звезда», до складу якого приєднався 1988 року. Відіграв за белградську команду наступні чотири сезони своєї ігрової кар'єри. Більшість часу, проведеного у складі «Црвени Звезди», був основним гравцем захисту команди.
Згодом з 1992 по 1996 рік грав у складі команд клубів «Реал Вальядолід», «Денізліспор» та ЦСКА (Софія).
Завершив професійну ігрову кар'єру у клубі «Сьйон», за команду якого виступав протягом 1996–1997 років.

## Виступи за збірні
У 1990 році дебютував в офіційних матчах у складі національної збірної Югославії. Протягом кар'єри у національній команді, яка тривала усього 3 роки, провів у формі головної команди країни 21 матч, забивши 1 гол. Після здобуття Македонією незалежності, відіграв 10 матчів за збірну своєї країни.

## Титули та досягнення
- Чемпіон Югославії (3):

«Црвена Звезда»: 1989-90, 1990-91, 1991-92
- Володар Кубка Югославії (1):

«Црвена Звезда»: 1989-90
- Чемпіон Швейцарії (1):

«Сьйон»: 1996-97
- Володар Кубка Швейцарії (1):

«Сьйон»: 1996-97
- Володар Кубка європейських чемпіонів (1):

«Црвена Звезда»: 1990-91
- Володар Міжконтинентального кубка (1):

«Црвена Звезда»: 1991